# Embrace (album d'Armin van Buuren)
Pour les articles homonymes, voir Embrace.
Albums de Armin van Buuren
Intense
(2013) Balance
(2019)
Singles
1. Another You
Sortie : 8 mai 2015
2. Off the Hook
Sortie : 14 septembre 2015
3. Strong Ones
Sortie : 16 octobre 2015
4. Embargo
Sortie : 22 octobre 2015
5. Hands to Heaven
Sortie : 26 octobre 2015
6. Heading Up High
Sortie : 7 novembre 2015

Embrace est le sixième album studio du disc jockey et producteur de musique néerlandais Armin van Buuren, sorti le 29 octobre 2015,,,,. Il succède à Intense (2013) et précède Balance (2019).

## Liste des pistes
| No  | Titre                                           | Durée |
| --- | ----------------------------------------------- | ----- |
| 1.  | Embrace (featuring Eric Vloeimans)              | 7:36  |
| 2.  | Another You (featuring Mr Probz)                | 3:10  |
| 3.  | Strong Ones (featuring Cimo Fränkel)            | 3:08  |
| 4.  | Make It Right (featuring Angel Taylor)          | 5:41  |
| 5.  | Face of Summer (featuring Sarah Decourcy)       | 6:38  |
| 6.  | Heading Up High (featuring Kensington)          | 3:52  |
| 7.  | Gotta Be Love (featuring Lyrica Anderson)       | 6:41  |
| 8.  | Hands to Heaven (featuring Rock Mafia)          | 6:02  |
| 9.  | Caught in the Slipstream (featuring BullySongs) | 5:07  |
| 10. | Embargo (avec Cosmic Gate)                      | 5:19  |
| 11. | Freefall (featuring BullySongs)                 | 3:19  |
| 12. | Indestructible (featuring DBX)                  | 3:16  |
| 13. | Old Skool                                       | 3:56  |
| 14. | Off the Hook (avec Hardwell)                    | 5:44  |
| 15. | Looking for Your Name (featuring Gavin DeGraw)  | 4:53  |